# CentraleSupélec
De CentraleSupélec is een in 2015 opgerichte grand établissement (technische universiteit, Universiteit Parijs-Saclay) in Gif-sur-Yvette, een fusie van École centrale Paris en École Supérieure d'Électricité.

## Diploma
Veel technische managers en onderzoekers in Engineering Sciences zijn afgestudeerd aan het CentraleSupélec.
- Ingenieursdiploma master: Ingénieur CentraleSupélec (300 ECTS)
- Doctoraatsscholen
- Master of Science
- Mastère Spécialisé
- Massive open online course[3]